# 3330 Гантріш
3330 Гантріш (3330 Gantrisch) — астероїд головного поясу, відкритий 12 вересня 1985 року.
Тіссеранів параметр щодо Юпітера — 3,150.